# Дівочі очка
Дівочі очка або кореопсис (Coreopsis, L.)  — рід багаторічних трав'янистих рослин родини складноцвітих або айстрових (Asteraceae).

## Опис

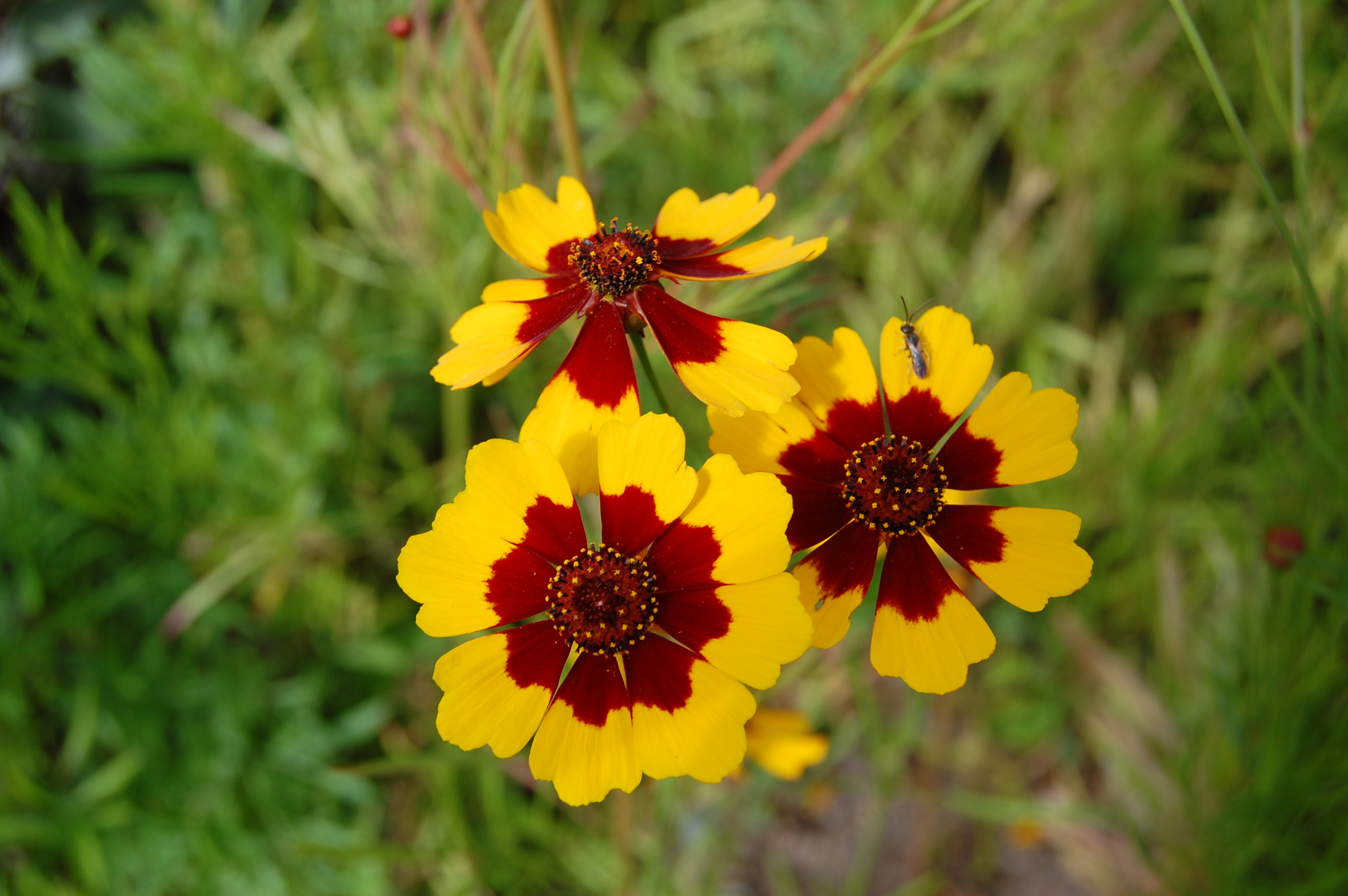
Дівочі очка фарбувальні (Coreopsis tinctoria)

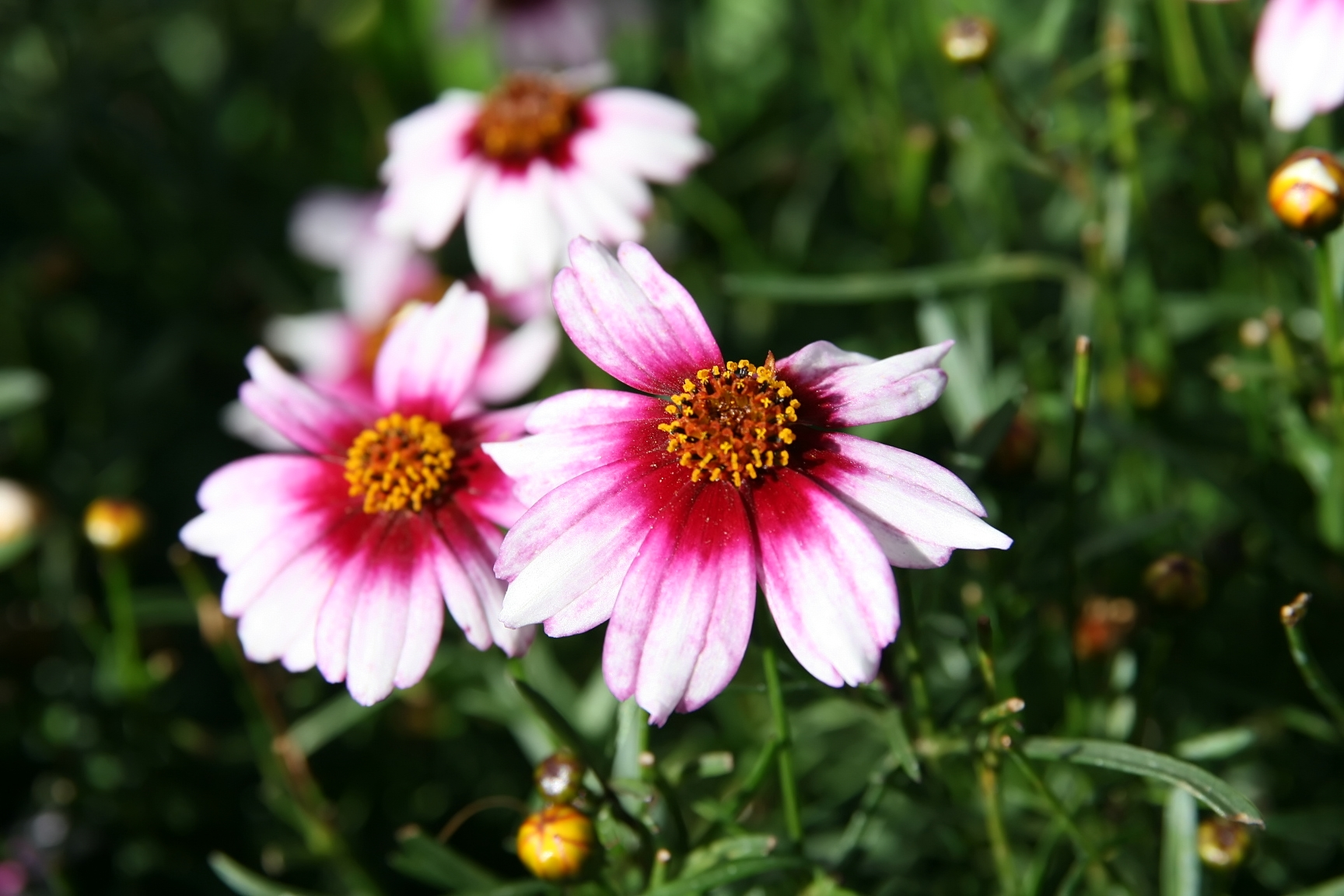
Coreopsis rosea

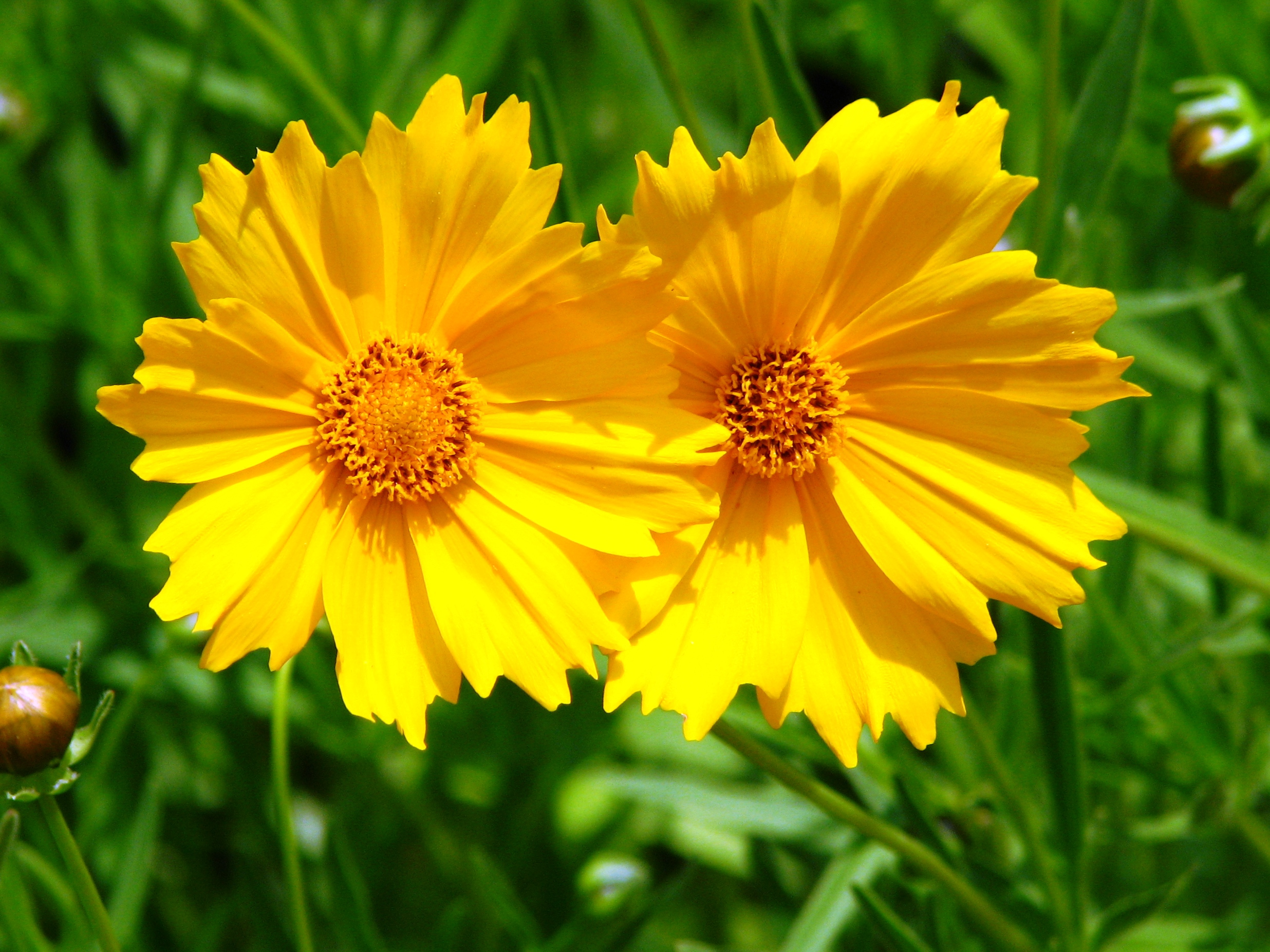
Дівочі очка великоцвіті (Coreopsis grandiflora)

Однорічні та багаторічні кореневищні трав'янисті рослини, іноді напівчагарники від 10 до 80 см заввишки. Стебло, зазвичай, одне, прямостояче, гіллясте. Листки розташовані супротивно, пальчасто-роздільні або перисто-розсічені. Суцвіття — кошики на довгих квітконосах. Крайові квітки язичкові, жовті, коричнево-жовті або рожеві; трубчасті — дрібні, жовті або коричневі. Плід — сім'янка. В 1 г до 500 насіння.

## Поширення
Представники роду походять переважно з Північної Америки, рідше Субсахарської Африки і Гавайських островів.

## Види
За даними спільного інтернет-проекту Королівських ботанічних садів у К'ю і Міссурійського ботанічного саду The Plant List рід Coreopsis налічує 100 визнаних видів (див. Список видів роду дівочі очка).

## Охоронні заходи
Coreopsis rosea, що зростає в Канаді та США, входить до Червоного списку Міжнародного союзу охорони природи видів, близьких до загрозливого стану (NT).

## Використання
Культури (часто «подвійні» з декількома серіями «променевих» квіток), отримані з Coreopsis auriculata, Coreopsis basalis, Coreopsis drummondii, Coreopsis grandiflora, Coreopsis lanceolata, Coreopsis rosea, Coreopsis tinctoria, Coreopsis verticillata вирощуються в громадських і житлових садах та розводяться в комерційних цілях для зрізаних квітів. Багаторічні та однорічні кореопсиси — рясно і тривало цвітуть.

## Розмноження
Розмножують насінням або діленням куща. Посів насіння проводять у квітні у відкритий ґрунт або холодний парник. Можна сіяти під зиму. Дають самосів. Ділення куща проводять восени.